# Low-key-Fotografie

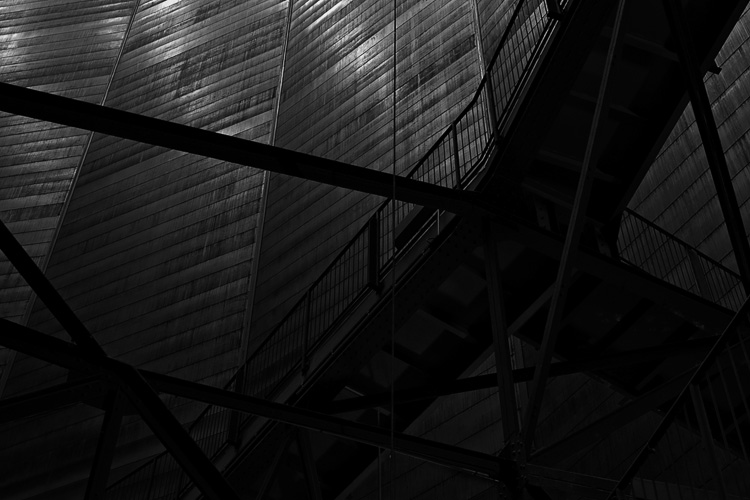
Low-key-Fotografie aus dem Innern des Gasometers in Oberhausen

Low-key ist ein technisch-gestalterischer Fotografie-Stil, bei dem im Gegensatz zur High-key-Fotografie dunkle Farbtöne vorherrschen. Diese Technik sollte nicht mit einfacher Unterbelichtung verwechselt werden.
Hauptsächlich verwendet in der Schwarzweißfotografie, weisen Low-key-Bilder viele dunkle oder auch völlig schwarze Bereiche auf; dargestellte Objekte werden in ihrer Plastizität durch Schatten – in der Regel von wenigen gerichtet eingesetzten Lichtquellen geschaffen – modelliert. Die vorhandenen Lichtquellen werden als gestalterisches Element meist so eingesetzt, dass sie den Blick des Betrachters auf das Hauptmotiv lenken. Low-key-Technik kann aber auch bei Farbbildern eingesetzt werden.

## Belichtung

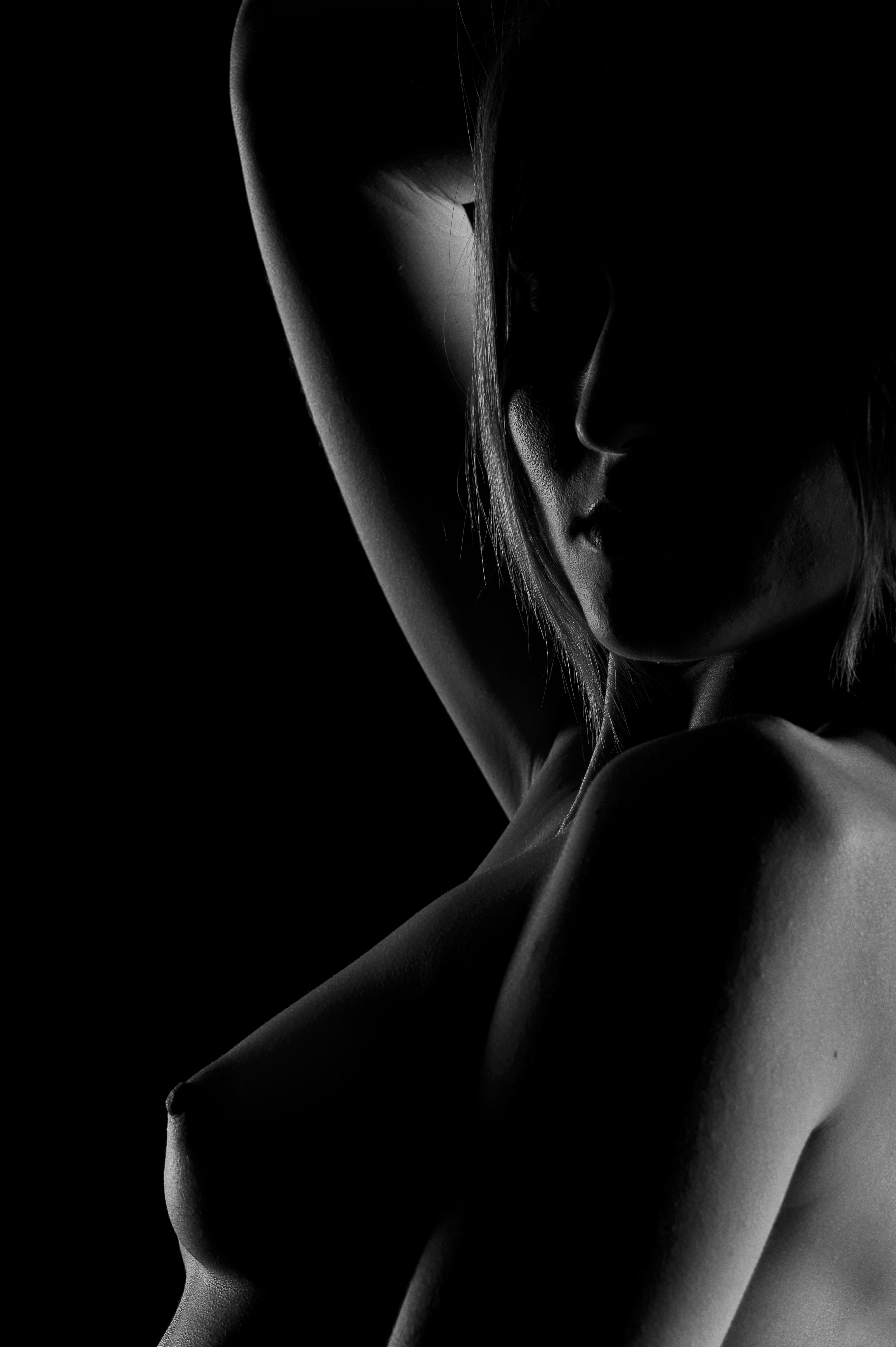
Aktfoto in Low key

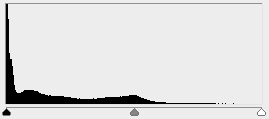
Histogramm des rechten Low-Key-Bildes (Aktfoto)

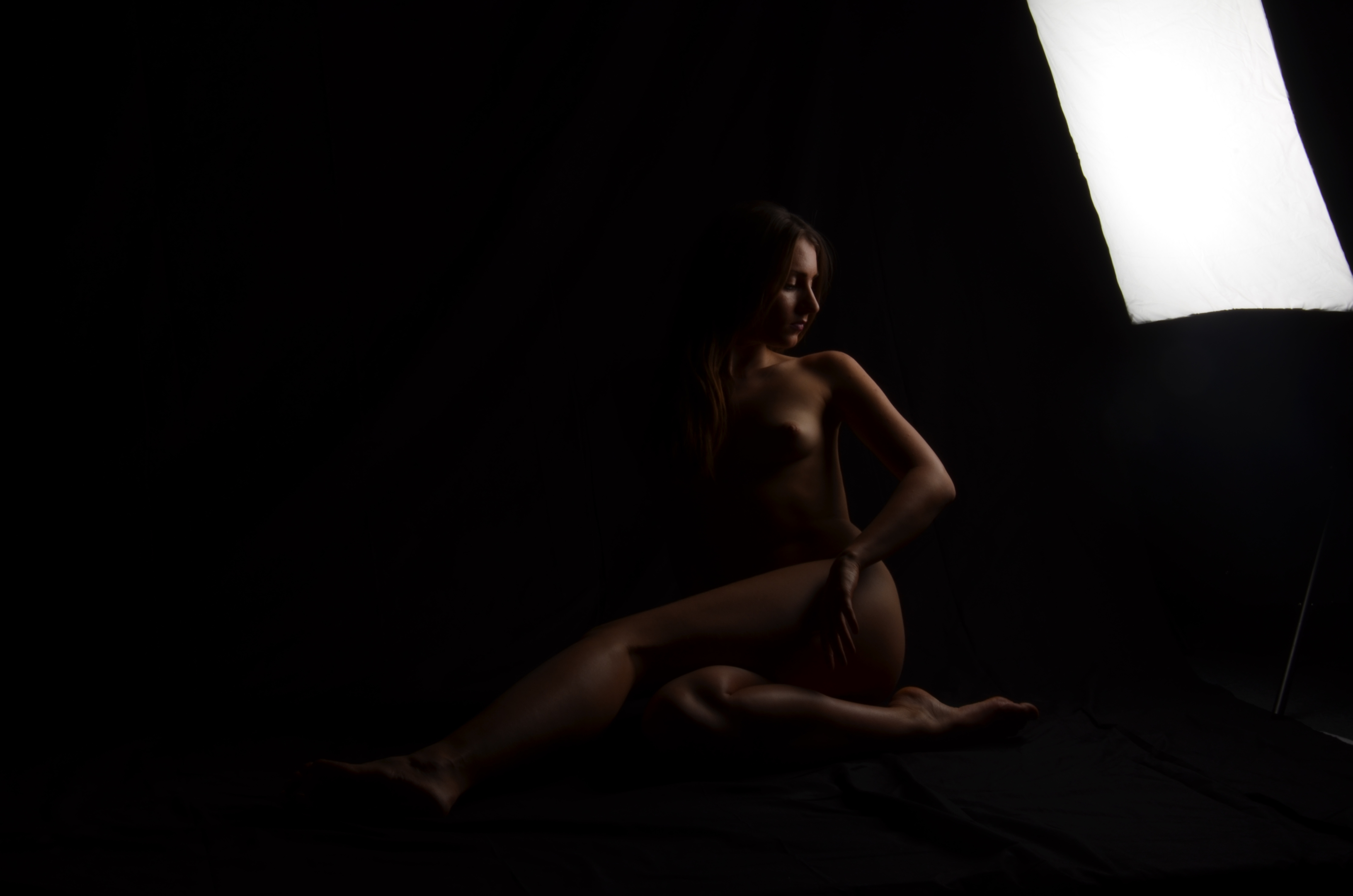
Studioaufbau für Low-Key: schwarze Stoffbahn im Hintergrund, Blitz mit Diffusor (dieser ist normalerweise kein Bestandteil der Aufnahme)

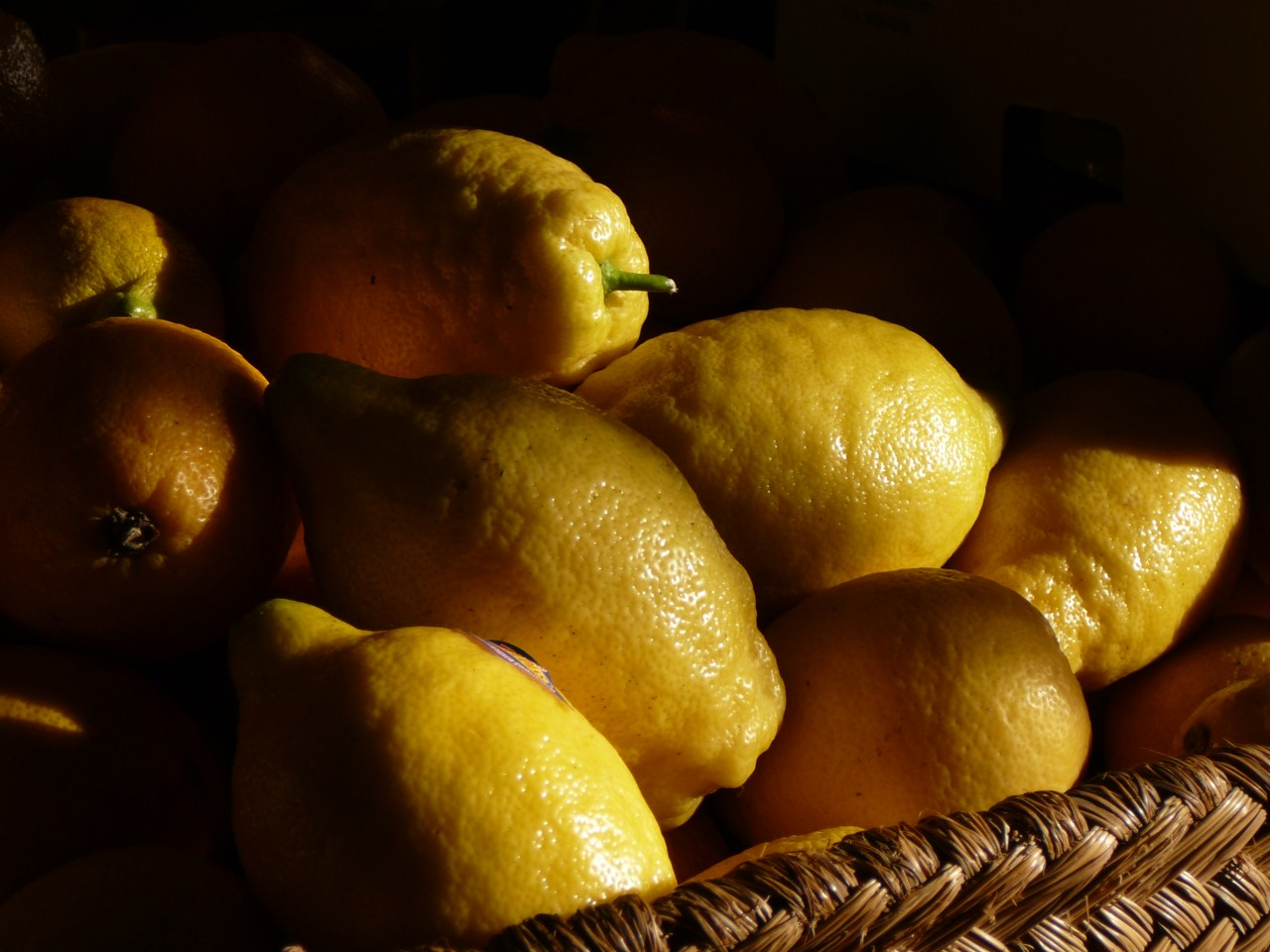
Low-key kann auch bei Farbfotografie eingesetzt werden

Low-key-Fotos werden gezielt knapper belichtet. Dies geschieht allerdings so, dass auch in den Lichtern des Bildes noch Zeichnung ist. Idealerweise enthält das Bild noch einige wenige Stellen, die fast weiß sind. Die Histogramme derartiger Fotos sind charakteristisch: Die Kurve hat im schwarzen Bereich einen starken Ausschlag, während sie zum hellen Bereich gegen Null ausläuft.
Aufgrund der knappen Belichtung hat man meistens selbst bei niedrigstem ISO-Wert und Teleobjektiven die Möglichkeit, die Schärfentiefe sehr gezielt einzusetzen. Dies führt zu sehr scharfen Bildern und feinen Details.
Üblicherweise wird ein Low-key-Foto durch folgende Eigenschaften gekennzeichnet:
- tiefe Schatten, die allerdings noch etwas Zeichnung aufweisen
- geringere Belichtung, als ein Belichtungsmesser es bei Lichtmessung angeben würde.
- Streiflicht, Konturlicht oder punktuelles Licht ist ein häufiges Stilmittel der Low Key Fotografie, allerdings keine Voraussetzung.
- wenige, dafür aber starke Kontraste kommen häufig vor
- kräftige Farben entstehen durch den Kontrast zum tiefen Schwarz, das oft große Teile des Bildes bestimmt.

In den verschiedenen Stilrichtungen werden von einzelnen Lampen bis zu komplizierten Aufbauten aus vielen gerichteten (Blitz-)Lichtern verschiedene Lichtsets angewendet.

## Aufbau und Licht
Dem Fotografen ist bei Low-key ein gewisses Grundwissen abgefordert, denn mit einfachen Kameras ohne Einstellmöglichkeiten zur Belichtungskorrektur sind nur unzureichende Ergebnisse zu erzielen. Die Spotmessung kann mit einem separaten Handbelichtungsmesser ausgeführt werden; höherwertige Kameras können auf ein entsprechendes Messverfahren umgestellt werden. Die Belichtungsmessung erfolgt hierbei „auf die Lichter“, da diese bei der Low-key-Aufnahme die entscheidenden Bildbereiche darstellen.
Low-key-Fotos werden also gegenüber üblichen integralen Messverfahren bewusst abweichend belichtet. Ist eine Spotmessung nicht möglich, kann eine Unterbelichtung von einer halben bis zwei Blenden versucht werden. Viele Digitalkameras können überbelichtete Bildbereiche auf ihrem Schirm anzeigen, sodass man sich versuchsweise auch ohne Spotmessung an ein korrekt belichtetes Foto herantasten kann.
Wichtig bei einer solchen Aufnahme ist die gezielte Kontrolle der Beleuchtung, denn bei normalem Tageslicht ist das Licht in der Regel viel zu diffus, um den gewünschten Effekt erzielen zu können. Häufig werden Scheinwerfer oder Blitzgeräte eingesetzt, aber auch bei tiefstehender Sonne können in entsprechender Umgebung Aufnahmen erfolgreich sein.

## Anwendungsbereiche
Bei der Low-key-Fotografie bleiben oft große Teile des Bildes dunkel, und das Bild lebt durch wenige, aber intensive Kontraste.
Es zeigen sich satte Farben am unteren Ende der Tonwertskala, und die gesetzten Schatten sind tief. Durch diesen speziellen Einsatz von Licht wirkt ein Low-key-Foto meist eher düster, mystisch, erotisch oder auch geheimnisvoll. Die Atmosphäre ist im Gegensatz zum High-key wesentlich gespannter und zeigt eine gewisse Dramatik.
Die Low-key-Fotografie eignet sich für die Aktfotografie, weil hier die Körperform eine zentrale Komponente in der Gestaltung darstellt und Schatten ein bewährtes Mittel zur Steuerung der Sichtbarkeit bestimmter Bildinhalte sind.
In der Malerei wird eine verwandte Technik als Chiaroscuro bezeichnet.